# Чед Лепріз
Чед Лепріз (англ. Chad Laprise; *23 липня 1986, Четем-Кент, Онтаріо, Канада) — канадський спортсмен, професійний боєць змішаних бойових мистецтв.